# Cardamine hirsuta
El  mastuerzo menor (Cardamine hirsuta) es una especie de planta caduca invernal nativa de Europa y Asia, pero también presente en Norteamérica como hierba invasora. La planta es miembro de la familia (Brassicaceae), y es comestible como hierba amarga. 

## Descripción
Sus flores se producen todavía en invierno o en la temprana primavera hasta el otoño. Las pequeñas flores blancas se producen en corimbos sobre tallos verdes, son pronto seguidas por las semillas que son silicuas, y como muchas especies de Brassica son lanzadas volando de una forma explosiva, a menudo cuando son tocadas, lejos de la planta madre. Las semillas germinan en otoño y las plantas están verdes durante los meses de invierno.  

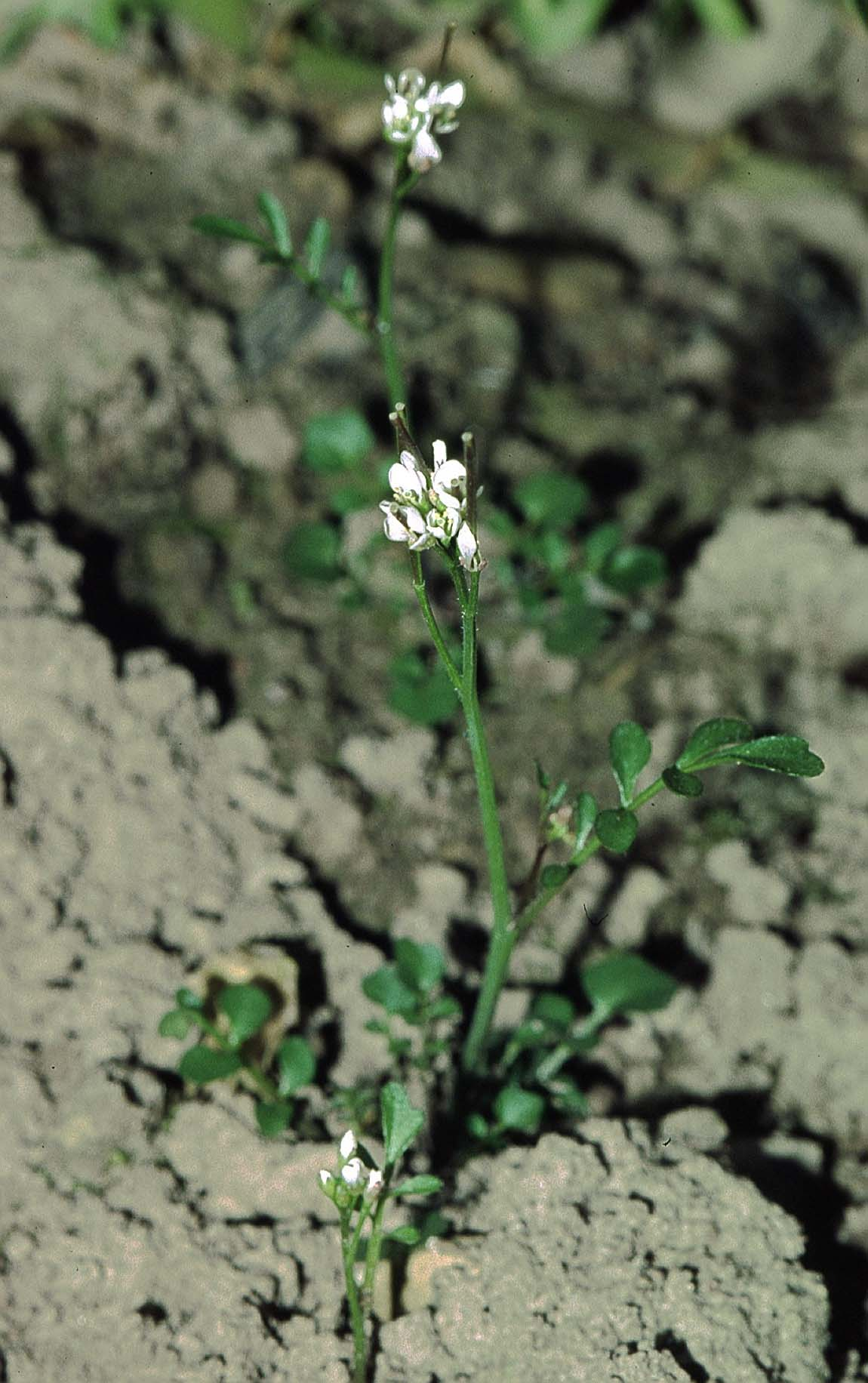
Ejemplar brotado en suelo de arado reciente.

## Taxonomía
Cardamine hirsuta fue descrita por Carlos Linneo y publicado en Species Plantarum 2: 655. 1753.
Etimología
Cardamine: nombre genérico que deriva del griego kardamon  = "cardamomo" - una planta independiente en la familia del jengibre, usado como condimento picante en la cocina. 
hirsuta: epíteto latino que significa "con pelos".
Sinonimia
- Arabis heterophylla G.Forst. ex DC.
- Cardamine africana subsp. borbonica (Bojer) O.E. Schulz
- Cardamine angulata Regel
- Cardamine borbonica Bojer
- Cardamine fagetina Schur
- Cardamine humilis Kit.
- Cardamine micrantha Spenn.
- Cardamine multicaulis Hoppe ex Schur
- Cardamine parviflora Suter
- Cardamine praecox Pall. ex Ledeb.
- Cardamine scutata var. formosana (Hayata) T.S.Liu & S.S.Ying
- Cardamine scutata var. rotundiloba (Hayata) T.S.Liu & S.S.Ying
- Cardamine simensis Hochst. ex Oliv.
- Cardamine tenella E.D.Clarke
- Cardamine tetrandra Hegetschw.
- Cardamine umbrosa Andrz. ex DC.
- Cardamine virginica Michx.
- Crucifera cardamine E.H.L.Krause
- Ghinia hirsuta (L.) Bubani
- Ghinia sylvatica Bubani[3]